# Carbalia
Carbalia (en rumano: Carbalia; en gagauzo: Kırbaalı) es una comuna y pueblo de la unidad territorial autónoma de Gagaúzia, al sur de Moldavia.

## Toponimia
El nombre del asentamiento en otros idiomas de importancia en el asentamiento es Karbaliya (en ruso: Карбалия; en ucraniano: Карбалія).

## Geografía
Carbalia, cerca de Vulcanesti, es tanto un enclave como un exclave, estando rodeado por los distritos de Cahul y de Taraclia. 

## Historia
El pueblo de Carbalia fue fundado en 1806 por inmigrantes gagaúzos de los Balcanes. 

## Demografía
La evolución de la población de Carbalia entre 1861 y 2014 fue la siguiente:
| 163                          | 746 | 585 | 534 | 2516 | 374 |
| (Fuente: Localitati Moldova) |     |     |     |      |     |

Según el censo de 2004, los gagaúzos representaban el 70,22% de la población; los rumanos, el 14,61%; los búlgaros de Besarabia, el 5,99%; los ucranianos, el 4,31%; y los rusos, el  3,37%.